# Tante Mathilde en de sterren van de Grote Beer
Tante Mathilde en de sterren van de Grote Beer is een Nederlandstalige jeugdroman, geschreven door Paul Biegel en uitgegeven in 1984 bij Uitgeverij Holland in Haarlem. De eerste editie werd geïllustreerd door Marcel Bierenbroodspot. Het verhaal werd voorafgaand aan publicatie wekelijks door Biegel voorgelezen op de NCRV-radio.

## Inhoud
Op weg naar een logeerpartijtje bij de generaal maken Knevi en Orian met tante Mathilde een omweggetje, op zoek naar de ontdekkingsreizigers Jansen en De Vries. De omweg mondt echter tot hun verrassing uit in een wereldreis.